# Route nationale 51 (Suède)
Pour les articles homonymes, voir Route nationale 51.
La route nationale 51 (en suédois : Riksväg 51) est une route nationale entre Norrköping et Örebro en Suède,.

## Présentation
La route nationale 51 est située dans le comté d'Östergötland et le comté d'Örebro.
La route part au nord de la ville de Norrköping, où elle bifurque de la route européenne 4 et s'étend d'abord vers le nord-ouest, via Svärtinge, longe le lac Glan (sv) par le nord, Finspång, et Sköllersta, où elle croise la route nationale 52. 
Elle se termine à la sortie de Byrstatorp à Örebro sur la route européenne  20.
La longueur de la route est d'environ 105 kilomètres .